# Osove, Mirhorod
Osove (în ucraineană Осове) este un sat în comuna Slobidka din raionul Mirhorod, regiunea Poltava, Ucraina.

## Demografie
Componența lingvistică a localității Osove
     Ucraineană (97,37%)
     Rusă (2,63%)
Conform recensământului din 2001, majoritatea populației localității Osove era vorbitoare de ucraineană (97,37%), existând în minoritate și vorbitori de rusă (2,63%).